# Schwanseestraße 13 (Weimar)

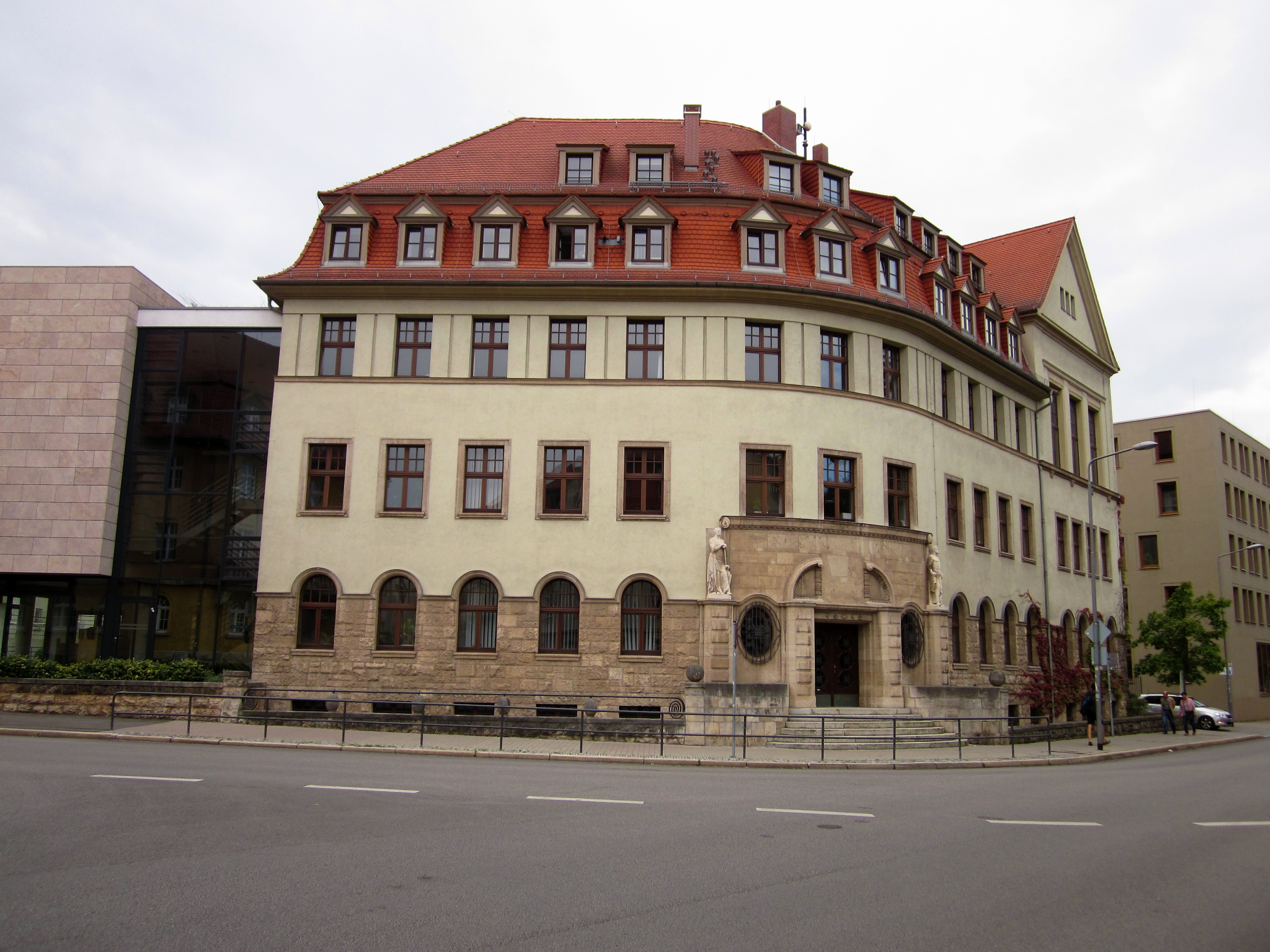
Haus Schwanseestraße 13

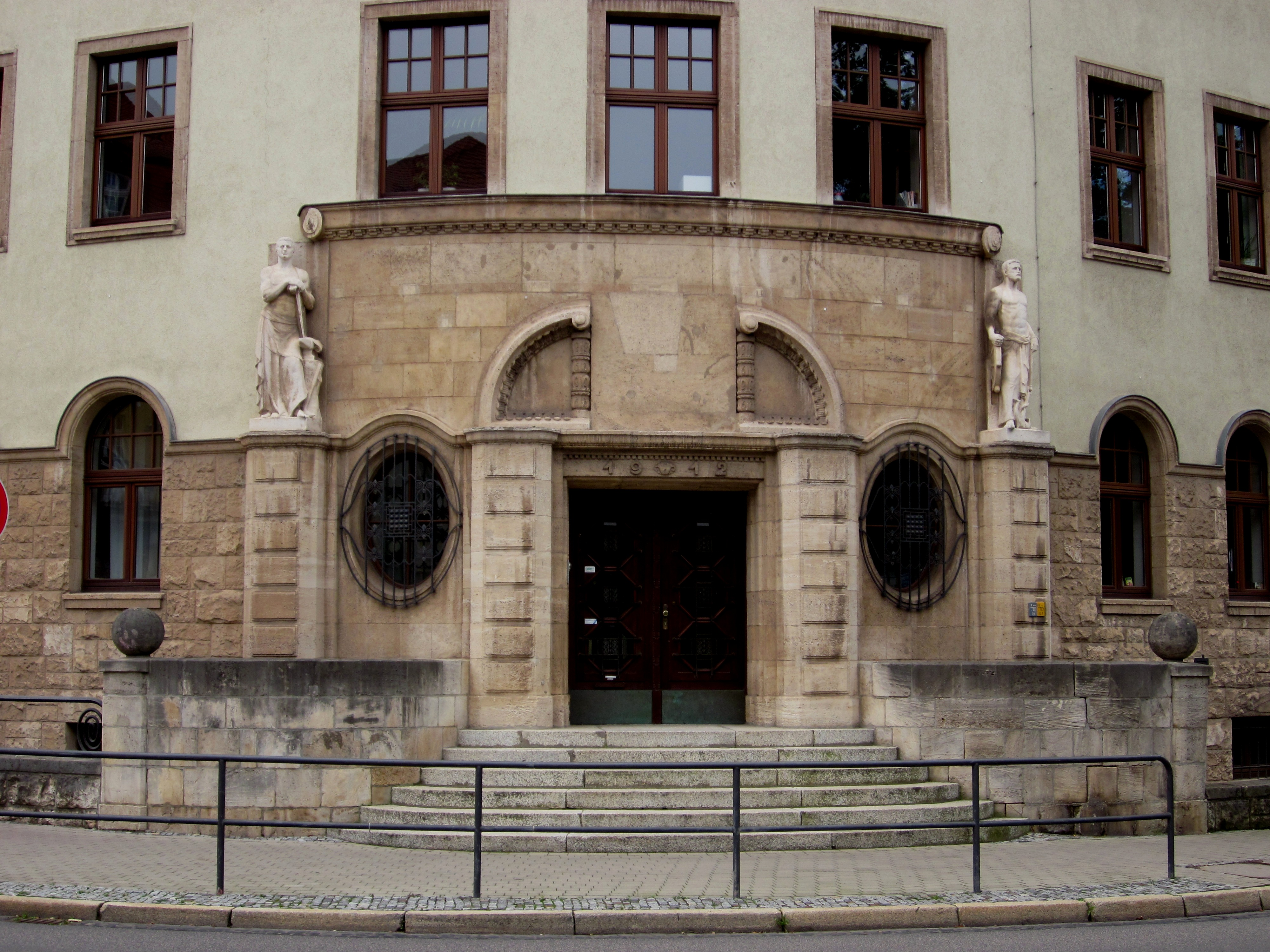
Eingangsportal des Hauses Schwanseestraße 13

Das mehrgeschossige Eckhaus Schwanseestraße 13, Ecke Coudraystraße, in Weimar ist das ehemalige Verwaltungsgebäude der Mittelthüringischen Industrie- und Handelskammer und der Wirtschaftskammer Thüringen. Zu DDR-Zeiten befand sich in dem Gebäude die Landesleitung der SED.

## Beschreibung
Das Gebäude wurde 1912 errichtet und 2007 erweitert. Die Architekten waren laut dem Weimarer Oberbaudirektor August Lehrmann Aloys Böll und Otto Neuhaus. Bemerkenswert ist das über eine Rundtreppe mit Kugeln bekrönten Steinmauern zu erreichende Eingangsportal an der abgerundeten Ecke des Hauses mit den beiden männlichen antikisierenden Figuren, die jeweils auf einem Vorsprung stehen. Eine stützt sich auf den Hammer auf einem Amboss, während die andere ein Steuerrad hält. Die letztere bärtige ist dabei der Ältere von beiden. Auf dem Sturz des Portals steht die Jahreszahl 1912. Außerdem befinden sich links und rechts am Eingangsbereich des Portals zwei Ochsenaugen. Zwischen den Figuren über dem Portal ist eine große Attike mit einem gebrochenen Giebel. Das Erdgeschoss ist größtenteils unverputzt. Die darüberliegenden Etagen hingegen sind verputzt. Zur Hervorhebung sind auch da die Fensterrahmen im Mittelgeschoss in Naturstein unverputzt. In der darüberliegenden Etage sind die Fensterrahmen jedoch verputzt. Der Dachbereich hat ein Mansarddach. Das Gebäude ist dem Heimatschutzstil zuzurechnen und steht unter Denkmalschutz. 

## Nutzung
Seit 1995 war die Thüringer Firma Netkom, eine Tochter der TEAG Thüringer Energie, ansässig. Außerdem hat hier der Sender ARD Kultur seinen Sitz. Hierzu bekam das Gebäude einen modernen Anbau. Seit Frühjahr 2024 ist im Gebäude zudem die Professur Verkehrssystemplanung der Bauhaus-Universität Weimar mit Büros und Laboren ansässig.